# More Fans
More Fans je čtyřpísňové album (EP), které je poctou kanadskému zpěvákovi a básníkovi Leonardu Cohenovi. Vydáno bylo v roce 1991 a čtyřmi coververzemi Cohenových písní na něj přispěli čtyři interpreti. Byli to: velšský hudebník a skladatel John Cale, anglický zpěvák Ian McCulloch, ugandský zpěvák Geoffrey Oryema a irská skupina The Fatima Mansions. Album navazuje na desku I'm Your Fan, která vyšla dříve v roce 1991, a všichni, kdo přispěli na toto album, přispěli jinými písněmi i na tu nahrávku.

## Seznam skladeb a obsazení
1. John Cale – „The Queen and Me“ (hudba a text: Leonard Cohen) – 3:19
  - John Cale – zpěv, klavír, produkce
  - Miles Green – zvukový inženýr
2. Ian McCulloch – „There Is a War“ (hudba a text: Leonard Cohen) – 4:26
  - Ian McCulloch – zpěv, akustická kytara
  - John McEvoy – kytara
  - Mike Mooney – kytara
  - Stephen Humphreys – perkuse
  - Henry Priestman – klavír, produkce
  - Peter Coyle – doprovodné vokály
  - Mark Phythian – zvukový inženýr
3. Geoffrey Oryema – „Suzanne“ (hudba a text: Leonard Cohen) – 4:38
  - Geoffrey Oryema – zpěv, akustická kytara
  - Patricio Castillo – baskytara, kytara, flétna
  - Martin St-Pierre – perkuse
  - Alain Gan – produkce, zvukový inženýr
4. The Fatima Mansions „Paperthin Hotel“ (hudba: Phil Spector, text: Leonard Cohen) – 5:50
  - Cathal Coughlan – zpěv, produkce
  - Nick Bagrall – klávesy
  - Nick Allum – bicí, klavír
  - Victor Van Vugt – zvukový inženýr[1]